# Посланець (фільм, 2009)
Посланець (англ. The Messenger) — американська військова драма режисера і сценариста Орена Мовермена, що вийшла 2009 року. У головних ролях Бен Фостер, Вуді Гаррельсон, Стів Бушемі.
Сценаристом також був Алессандро Камон, продюсерами — Марк Ґордон, Лоуренс Інґлі і Зак Міллер. Вперше фільм продемонстрували 19 січня 2009 року у США на кінофестивалі «Санденс».
В Україні у кінопрокаті фільм не демонструвався.

## Сюжет
Вілл Монтґомері штаб-сержант Збройних сил США повертається додому з війни в Іраку. Після служби його призначають на посаду офіцера, що повідомляють родичам про загибель солдатів на війні, а його напарником стає капітан Тоні Стоун.

## У ролях
| Актор           | Персонаж                                 | Роль                                               |
| --------------- | ---------------------------------------- | -------------------------------------------------- |
| Бен Фостер      | Вілл Монтґомері англ. Will Montgomery    | штаб-сержант Збройних сил США, герой війни в Іраку |
| Вуді Гаррельсон | Тоні Стоун англ. Tony Stone              | капітан                                            |
| Саманта Мортон  | Олівія Піттерсон англ. Olivia Pitterson  | вдова американського військовослужбовця            |
| Джена Малоун    | Еллі англ. Kelly                         | колишня дівчина Вілла                              |
| Стів Бушемі     | Дейл Мартін англ. Dale Martin            |                                                    |
| Яя ДаКоста      | Моніка Вашингтон англ. Monica Washington |                                                    |
| Майкл Чернус    | Алан англ. Alan                          |                                                    |
| Джеремі Стронг  |                                          | солдат                                             |

## Сприйняття

### Критика
Фільм отримав позитивні відгуки: Rotten Tomatoes дав оцінку 90% на основі 154 відгуків від критиків (середня оцінка 7,5/10) і 75% від глядачів із середньою оцінкою 3,6/5 (20,644 голоси). Загалом на сайті фільми має позитивний рейтинг, фільму зарахований «стиглий помідор» від кінокритиків і «попкорн» від глядачів, Internet Movie Database — 7,2/10 (24 536 голосів), Metacritic — 77/100 (32 відгуки критиків) і 7,8/10 від глядачів (45 голосів). Загалом на цьому ресурсі від критиків і від глядачів фільм отримав позитивні відгуки.

### Касові збори
Під час показу у США, що розпочався 13 листопада 2009 року, протягом першого тижня фільм показали у 4 кінотеатрах і він зібрав 44,523 $, що на той час дозволило йому зайняти 46 місце серед усіх прем'єр. Показ фільму протривав 182 дні (26 тижнів) і завершився 13 травня 2010 року. За цей час фільм зібрав у прокаті у США 1,109,660  доларів США, а у решті країн 411,601 $ (за іншими даними 300,000 $), тобто загалом 1,521,261 $ (за іншими даними 1,409,660 $) при бюджеті 6,5 млн $.

### Нагороди і номінації[10]
| Рік  | Нагорода                                           | Категорія                                        | Номінант                        | Результат |
| ---- | -------------------------------------------------- | ------------------------------------------------ | ------------------------------- | --------- |
| 2009 | Берлінський кінофестиваль                          | Кінопромія «Світ»                                | Орен Мовермен                   | Перемога  |
| 2009 | Берлінський кінофестиваль                          | Срібний ведмідь (Найкращий сценарій)             | Алессандро Камон, Орен Мовермен | Перемога  |
| 2009 | Берлінський кінофестиваль                          | Золотий ведмідь                                  | Орен Мовермен                   | Номінація |
| 2009 | Асоціація кінокритиків Чикаго                      | Найкращий актор другого плану                    | Вуді Гаррельсон                 | Номінація |
| 2009 | Кінофестиваль у Довілі                             | Найкращий фільм (Вибір критиків)                 | Орен Мовермен                   | Перемога  |
| 2009 | Кінофестиваль у Довілі                             | Найкращий фільм (Великий спеціальний приз)       | Орен Мовермен                   | Перемога  |
| 2009 | Національна рада кінокритиків США                  | Найкращий актор другого плану                    | Вуді Гаррельсон                 | Перемога  |
| 2009 | Національна рада кінокритиків США                  | Найкращі десять фільмів                          | стрічка                         | Перемога  |
| 2009 | Національна рада кінокритиків США                  | Spotlight Award                                  | Орен Мовермен                   | Перемога  |
| 2010 | 82-а церемонія вручення нагороди «Оскар»           | Найкраща чоловіча роль другого плану             | Вуді Гаррельсон                 | Номінація |
| 2010 | 82-а церемонія вручення нагороди «Оскар»           | Найкращий оригінальний сценарій                  | Алессандро Камон, Орен Мовермен | Номінація |
| 2010 | 67-ма церемонія вручення нагороди «Золотий глобус» | Найкраща чоловіча роль другого плану             | Вуді Гаррельсон                 | Номінація |
| 2010 | Премія «Сатурн»                                    | Найкращий пригодницький фільм, бойовик чи трилер | стрічка                         | Номінація |
| 2010 | Премія Гільдії кіноакторів США                     | Найкраща чоловіча роль другого плану             | Вуді Гаррельсон                 | Номінація |
| 2010 | Broadcast Film Critics Association Awards          | Найкращий актор другого плану                    | Вуді Гаррельсон                 | Номінація |
| 2010 | Broadcast Film Critics Association Awards          | Найкраща актриса другого плану                   | Саманта Мортон                  | Номінація |
| 2010 | Незалежний дух                                     | Найкраща чоловіча роль другого плану             | Вуді Гаррельсон                 | Перемога  |
| 2010 | Незалежний дух                                     | Найкраща жіноча роль другого плану               | Саманта Мортон                  | Номінація |
| 2010 | Незалежний дух                                     | Найкращий сценарій                               | Алессандро Камон, Орен Мовермен | Номінація |
| 2010 | Незалежний дух                                     | Найкращий дебютний фільм                         | Орен Мовермен                   | Номінація |

### Виноски
1. 1 2 3  The Messenger: Release Info (англ.). Internet Movie Database. Архів оригіналу за 19 серпня 2013. Процитовано 25 січня 2014.
2. 1 2 3 4  The Messenger (англ.). The Numbers. Архів оригіналу за 3 лютого 2014. Процитовано 25 січня 2014.
3. 1 2 3 4  The Messenger (англ.). Box Office Mojo. Архів оригіналу за 10 листопада 2017. Процитовано 25 січня 2014.
4. 1 2  The Messenger (англ.). Internet Movie Database. Архів оригіналу за 9 лютого 2014. Процитовано 25 січня 2014.
5. ↑  The Messenger (англ.). Allmovie. Архів оригіналу за 22 березня 2014. Процитовано 25 січня 2014.
6. ↑  The Messenger: Full Cast & Crew (англ.). Internet Movie Database. Процитовано 25 січня 2014.
7. ↑  Посланник. Премьеры (рос.). КиноПоиск. Архів оригіналу за 2 лютого 2014. Процитовано 25 січня 2014.
8. ↑  The Messenger (англ.). Rotten Tomatoes. Архів оригіналу за 9 січня 2014. Процитовано 25 січня 2014.
9. ↑  The Messenger (англ.). Metacritic. Архів оригіналу за 25 квітня 2014. Процитовано 25 січня 2014.
10. ↑  The Messenger: Awards (англ.). Internet Movie Database. Архів оригіналу за 9 березня 2016. Процитовано 25 січня 2014.